# Palacio del Coco
El Palacio de Coconut o bien Palacio del Coco o Tahanang Pilipino (que quiere decir Casa Filipina) es la residencia oficial y principal lugar de trabajo del Vicepresidente de Filipinas. 
Situado en el Centro Cultural de Filipinas, en Pasay, al sur de Manila, fue encargado por la ex Primera dama Imelda Marcos para la visita del Papa Juan Pablo II en 1981. Sin embargo, el Papa rechazó la oferta, diciendo que era un lugar demasiado ostentoso para alojarse en medio de la pobreza de Filipinas. El arquitecto del Palacio Francisco Mañosa, afirmó más tarde que el Palacio de coco - era una obra maestra en la versatilidad del coco- fue planeado mucho antes de que el Papa incluso decidiera visitar el país. El Palacio del coco, construido en 1978, está compuesto de varios tipos de madera dura de Filipinas, cáscaras de coco y madera especialmente diseñada conocida como Madera Imelda.